# Solsletta
Solsletta är en tätort i Kristiansunds kommun i Møre og Romsdal fylke i västra Norge. Orten ligger där fylkesväg 6096 och fylkesväg 6102 möts på den östra delen av ön Frei.